# Castleknock
Castleknock (iriska: Caisleán) är en förort till Irlands huvudstad, Dublin. Castleknock ligger 8 km väster om centrala Dublin.